# Elecciones municipales de Quito de 1984
Las elecciones municipales de Quito de 1984 se llevaron a cabo como parte de las Elecciones seccionales de Ecuador del mismo año. Resultó elegido el radiodifusor Gustavo Herdoíza, del Partido Demócrata, famoso por sus programas radiales, también fue previamente concejal de Quito, siendo su principal contendor el exministro de industrias de Pedro José Arteta Martínez, candidateado por el Frente de Reconstrucción Nacional, siendo afiliado al Partido Liberal Radical Ecuatoriano.
Fuentes: 